# 南布里斯托 (緬因州)
南布里斯托（英語：South Bristol）是一個位於美國緬因州林肯縣的鎮。

## 人口
根據2020年美國人口普查的數據，南布里斯托的面積為76.87平方千米，當中陸地面積為33.93平方千米，而水域面積為42.94平方千米。當地共有人口1127人，而人口密度為每平方千米15人。